# Vojislava Lukić
Vojislava Lukic (Subotica, 31 marzo 1987) è un'ex tennista, conduttrice televisiva e modella serba.

## Biografia
Vojislava ha vinto 8 titoli nel singolare e 5 titoli nel doppio nel circuito ITF in carriera. Vojislava ha raggiunto la sua migliore posizione nel singolare WTA, nr 203, il 20 agosto 2007. Mentre l'8 ottobre 2007 ha raggiunto il miglior piazzamento mondiale nel doppio, nr 223.
Vojislava rappresentato la squadra serba di Fed Cup nel 2007 conquistando due vittorie a fronte di altrettante sconfitte.
Nel 2008, dopo un torneo ITF a Alphen aan den Rijn (Paesi Bassi), Lukic si è temporaneamente ritirata dal tennis professionistico. Nonostante abbia giocato nel doppio al torneo ITF di Dubai nel 2009 in coppia con Bojana Jovanovski, non ha fatto un completo ritorno fino al 2012. Nel frattempo, Lukic ha fondato la sua scuola di tennis per ragazze, lei che aveva vinto il campionato del mondo juniores del Les Petits As, ed ha lavorato come presentatrice televisiva e modella.